# Avenida Morumbi
A Avenida Morumbi é uma importante via localizada entre a Zona Oeste e Sul de São Paulo, no bairro Morumbi, distrito do Morumbi, na cidade de São Paulo.
Começa na Avenida Professor Francisco Morato, na continuação da Rua Sapetuba e termina na Avenida Santo Amaro.
Sua denominação se reporta ao nome do bairro onde se situa, nome este originário de suas origens, onde existiu a Fazenda Morumbi, de propriedade do inglês John Rudge, com plantações do chá-da-índia, por ele introduzido no Brasil.

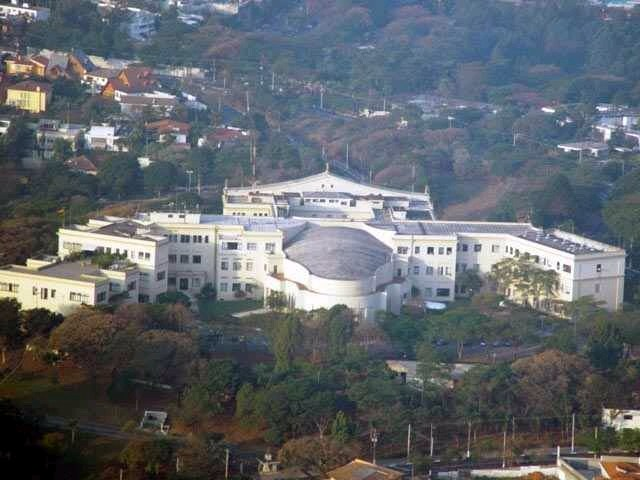
Palácio dos Bandeirantes

Em seus endereços mais importantes, se destacam: 
- Palácio dos Bandeirantes, sede do Governo do Estado de São Paulo;
- Fundação Maria Luisa e Oscar Americano, ponto de cultura e lazer;
- Casa da Fazenda do Morumbi, séde da antiga fazenda, tombada pelo Conpresp;
- Capela do Morumbi, pertencente à fazenda e tombada igualmente pelo Conpresp.